# Интерес (чувство)
Интере́с — положительно окрашенный эмоциональный процесс (по классификации А. Н. Леонтьева — чувство), связанный с потребностью узнать что-то новое об объекте интереса, повышенным вниманием к нему.
Интересно то, что убедительно показывает собою нечто неожиданное.

## Описание
Под интересом понимают потребностное отношение или мотивационное состояние, побуждающее к познавательной деятельности. Интерес тесно связан с собственно человеческим уровнем освоения действительности в форме знаний и развертывается преимущественно во внутреннем плане. В основе интереса лежит познавательное влечение (желание) к той или иной области действительности. Постепенно может перерасти в устойчивую личностную потребность в активном, деятельном отношении к предмету. Интерес описывается в терминах увлеченности содержанием, вовлеченности в задачу, в процесс деятельности. Интерес может трактоваться как одна из эмоций, близких к удивлению, любознательности.
Различают эмоциональную и волевую стороны интереса. Под эмоциональной стороной подразумевается интеллектуальная эмоция; под волевой стороной — усилие, связанное с преодолением интеллектуальных трудностей.
Обычный человек испытывает интерес чаще чем любые другие эмоциональные состояния. К. Э. Изард относит его к базовым эмоциям человека. Он также считает его главным мотиватором человека в работе и важнейшим элементом творческой деятельности.
Весьма подробно останавливается на понятии интереса и интересного Голосовкер в своей Логике мифа. Антонимом интереса он называет скуку, а формой интереса — любопытство. Вместе с тем, интерес обнаруживает тайну, например, когда говорят об "интересном положении" в значении беременности. Разбирая философские произведения, Голосовкер отмечает, что они редко бывают интересными, так как не будят воображение. Вместе с тем, интересное всегда эфемерно и временно, а в академической среде оно имеет значение поверхностного, рискованного и даже скандального.

## Мимические проявления
Чувство интереса может проявляться одним или несколькими из следующих, как правило кратковременных (до 4-5 секунд) мимических движений:
- приподнятые или слегка сведенные брови;
- перемещение взгляда по направлению к объекту;
- слегка приоткрытый рот или поджатие губ.

Человек может продолжать испытывать интерес и после того, как это перестало отражаться в его мимике, но продолжительное отсутствие мимических проявлений рассматривается как признак угасания интереса.

## Физиологические проявления
Обычно чувство интереса сопровождается замедлением сердечного ритма, однако продолжительное и интенсивное чувство интереса вызывает противоположный эффект.

## Заинтересованный человек
Заинтересованный человек чувствует интерес-возбуждение. Это чувство захваченности, зачарованности, любопытства. У индивида, испытывающего эту эмоцию, существует желание исследовать, вмешиваться, расширить опыт путём включения новой информации и подойти по-новому к объекту, возбуждающему интерес. При интенсивном интересе человек чувствует себя воодушевленным и оживленным. Именно это оживление обеспечивает связь с познавательной и двигательной активностью. Даже при относительной подвижности человек чувствует, что он «живет и действует».